# Richard Sťahel
Richard Sťahel je slovenský eko-filosof.
Působí jako ředitel Filozofického ústavu Slovenské Akademie věd a byl také dlouhodobě vedoucím katedry filozofie FF UKF v Nitře.
Vystudoval Univerzitu Komenského v Bratislavě, následně působil na Univerzite Konstantina Filozofa v Nitře (2006 - 2019), mezi léty 2010 až 2019 jako vedoucí Katedry filosofie FF UKF.
Filosofii a ekofilosofii popularizuje publikováním v médiích Pravda, DAV DVA, Slovo, Pole, Podmaz, podcasty SME a vystoupil také v televizi TA3, JOJ plus a RTVS.

## Funkce a členství
- Člen Slovenského filosofického sdružení při SAV (od r. 1999)
- Člen výkonného výboru Slovenského filosofického sdružení při SAV (2006 - 2010)
- Člen Polskie Towarzystwo Filozoficzne
- Člen oborové rady doktorandského studia pro studijní obor 2.1.3 Dějiny filozofie na FF UKF v Nitře (2017 - 2019), doktorandského studia pro obory filosofie, a systematická filosofie na FF UK v Bratislave, a pro studijní odbor dějiny filosofie na FF UPJŠ v Košicích
- Předseda redakční rady a šéfredaktor časopisu Philosophical Critica (2015 - 2019)
- Člen redakční rady časopisu Contradictions/Kontradikce: A Journal For Critical Thought
- Člen redakční rady časopisu Filozofie
- Člen Institute for Anthropocene Studies (Braga, Portugalsko)

## Citáty
O řešení ekologické krize:
„Existuje množství vědeckých studií, které se zabývají tím, jaká opatření je třeba přijmout, aby lidstvo mělo alespoň teoretickou šanci na přežití, takže nevzpomenu nic výjimečného a ani zdaleka nevyměnil vše potřebné. Prvním opatřením by mělo být zastavení dotací, daňových úlev a jiných forem podpory výroby energie z fosilních paliv a zároveň zavedení uhlíkové daně na všechny výrobky a služby, kromě základních potravin a léků. Zastavení vývoje, výroby a nákupu nových zbraní a také vojenských operací v zahraničí je další opatření, které by významně přispělo ke snížení emisí skleníkových plynů i spotřeby množství surovin, o ušetřených životech a financích ani nemluvě. Takto získané zdroje je třeba přesměrovat do vývoje a instalace obnovitelných zdrojů energie, ale i do takových úprav krajiny, měst a obcí, obytných a veřejných budov, které by zmírnily dopady změny klimatu, a to včetně rozšíření sítě a elektrifikace veřejné dopravy, především kolejové. Podpora místní výroby a spotřeby energie i potravin by měla být samozřejmostí.“
O občanské společnosti:
„Koncept občanské společnosti je neoddělitelně spojen s konceptem občanství. Ten považuji za vyjádření a zároveň institucionalizaci rovnosti před zákonem, tedy rovnosti v rousseauovskom smyslu jako protiklad přirozeného stavu - stavu nerovnosti dané původně biologickými odlišnostmi a predispozicemi, ze kterých se ve společnosti vyvinula nerovnost majetková a následně i politická. Z této nerovnosti plyne rivalita a neustálý boj o moc, o postavení ve společnosti, majetek... po značnou část dějin však především o uznání základní lidskosti, která se otrokem, nevolníkům, ale i domorodcům v koloniích odpírá.“
„Cíl výchovy k občanství by měl i v současnosti reflektovat hrozby, kterým společnost aktuálně čelí, ale především ty, kterým s velkou pravděpodobností bude čelit v blízké i vzdálenější budoucnosti.“
O spravedlnosti:
„Spravedlnost je ideál, kterým společnost v každé době posuzuje sama sebe, a zároveň každá doba formuluje svou vlastní teorii spravedlnosti. Tak jak se mění způsoby zneuznání, útlaku a vykořisťování v dějinách, tak se mění i koncepty spravedlnosti. Velmi často se koncepty spravedlnosti rodí jako reakce na dobové nespravedlnosti a to se nemění ani v 21. století. Z mého pohledu zůstává předpokladem spravedlivé společnosti stále občanská rovnost, ale nejen před zákonem, ale také v přístupu ke zdrojům života.“